# كيث سوتون (قسيس)
كيث سوتون (بالإنجليزية: Keith Sutton)‏ هو قسيس بريطاني، ولد في 23 يونيو 1934، وتوفي في 24 مارس 2017 في سري في المملكة المتحدة.